# Nuoto ai campionati mondiali di nuoto 2011 - 200 metri dorso femminili
La specialità dei 200 metri dorso femminili ai campionati mondiali di nuoto 2011 si è svolta presso lo Shanghai Oriental Sports Center di Shanghai, in Cina.
Le qualifiche per la semifinale si sono svolte la mattina del 29 luglio 2011, mentre la semifinale si è svolta la sera dello stesso giorno. La finale, invece, si è svolta la sera del 30 luglio 2011.

## Medaglie
| Posizione | Atleta                | Paese       |
| --------- | --------------------- | ----------- |
| Oro       | Missy Franklin        | Stati Uniti |
| Argento   | Belinda Hocking       | Australia   |
| Bronzo    | Sharon Van Rouwendaal | Paesi Bassi |

## Record
Prima della manifestazione il record del mondo (WR) e il record dei campionati (CR) erano i seguenti.
| Record mondiale       | 2'04"81 | Kirsty Coventry Zimbabwe | 1º agosto 2009 Roma, Italia |
| Record dei campionati | 2'04"81 | Kirsty Coventry Zimbabwe | 1º agosto 2009 Roma, Italia |

Nel corso della competizione non sono stati migliorati record.

## Batterie
| Pos. | Atleta                  | Nazionalità   | Tempo   | Batteria | Corsia | Note        |
| ---- | ----------------------- | ------------- | ------- | -------- | ------ | ----------- |
| 1    | Missy Franklin          | Stati Uniti   | 2:07.71 | 5        | 3      |             |
| 2    | Daryna Zevina           | Ucraina       | 2:08.35 | 4        | 7      |             |
| 3    | Elizabeth Beisel        | Stati Uniti   | 2:08.40 | 4        | 5      |             |
| 4    | Belinda Hocking         | Australia     | 2:08.50 | 4        | 4      |             |
| 4    | Meagen Nay              | Australia     | 2:08.50 | 6        | 5      |             |
| 6    | Sinead Russell          | Canada        | 2:08.92 | 4        | 6      |             |
| 7    | Kirsty Coventry         | Zimbabwe      | 2:09.03 | 4        | 3      |             |
| 8    | Shiho Sakai             | Giappone      | 2:09.25 | 5        | 5      |             |
| 9    | Sharon Van Rouwendaal   | Paesi Bassi   | 2:09.65 | 4        | 1      |             |
| 10   | Elizabeth Simmonds      | Regno Unito   | 2:10.02 | 5        | 4      |             |
| 11   | Alexianne Castel        | Francia       | 2:10.38 | 5        | 6      |             |
| 12   | Jing Zhao               | Cina          | 2:10.40 | 6        | 4      |             |
| 13   | Duane Da Rocha          | Spagna        | 2:10.41 | 6        | 1      |             |
| 14   | Melissa Ingram          | Nuova Zelanda | 2:10.59 | 4        | 2      |             |
| 15   | Stephanie Proud         | Regno Unito   | 2:10.65 | 6        | 2      |             |
| 16   | Genevieve Cantin        | Canada        | 2:11.09 | 5        | 7      |             |
| 17   | Anastasia Zueva         | Russia        | 2:11.23 | 6        | 3      |             |
| 18   | Jiani Zhu               | Cina          | 2:11.84 | 6        | 6      |             |
| 19   | Maria Gonzalez Ramirez  | Messico       | 2:12.29 | 3        | 1      |             |
| 20   | Jenny Mensing           | Germania      | 2:12.38 | 6        | 7      |             |
| 21   | Anja Carman             | Slovenia      | 2:12.73 | 3        | 7      |             |
| 22   | Kimberly Buys           | Belgio        | 2:13.01 | 4        | 8      |             |
| 23   | Melanie Nocher          | Irlanda       | 2:13.39 | 3        | 4      |             |
| 24   | Simona Baumrtova        | Rep. Ceca     | 2:13.48 | 6        | 8      |             |
| 25   | Anna Volchkov           | Israele       | 2:13.99 | 2        | 3      |             |
| 26   | Alicja Tchórz           | Polonia       | 2:14.27 | 5        | 1      |             |
| 27   | Ekaterina Avramova      | Bulgaria      | 2:14.85 | 3        | 5      |             |
| 28   | Chan Mi Ham             | Corea del Sud | 2:14.88 | 3        | 6      |             |
| 29   | Yin Yan Lau             | Hong Kong     | 2:15.09 | 3        | 8      |             |
| 30   | Eyglo Gustafsdottir     | Islanda       | 2:15.16 | 2        | 5      |             |
| 31   | Leone Vorster           | Sudafrica     | 2:16.45 | 2        | 4      |             |
| 32   | Sophia Batchelor        | Nuova Zelanda | 2:17.06 | 5        | 8      |             |
| 33   | Therese Svendsen        | Svezia        | 2:18.12 | 3        | 3      |             |
| 34   | Yulduz Kuchkarova       | Uzbekistan    | 2:18.62 | 2        | 6      |             |
| 35   | Ines Remersaro Coronel  | Uruguay       | 2:21.07 | 2        | 7      |             |
| 36   | Tatiana Perstneva       | Moldavia      | 2:21.25 | 2        | 2      |             |
| 37   | Karen Vilorio           | Honduras      | 2:24.43 | 1        | 4      |             |
| 38   | Estellah Fils Rabetsara | Madagascar    | 2:33.83 | 1        | 5      |             |
| 39   | Aure Fanchette          | Seychelles    | 2:52.04 | 1        | 3      |             |
| -    | Evelyn Verrasztó        | Ungheria      |         | 3        | 2      | non partita |
| -    | Aya Terakawa            | Giappone      |         | 5        | 2      | non partita |

## Semifinali
| Pos. | Atleta                | Nazionalità   | Batteria | Corsia | Tempo   | Note |
| ---- | --------------------- | ------------- | -------- | ------ | ------- | ---- |
| 1    | Missy Franklin        | Stati Uniti   | 2        | 4      | 2:05.90 |      |
| 2    | Belinda Hocking       | Australia     | 1        | 5      | 2:07.76 |      |
| 3    | Elizabeth Beisel      | Stati Uniti   | 2        | 5      | 2:07.82 |      |
| 4    | Daryna Zevina         | Ucraina       | 1        | 4      | 2:08.22 |      |
| 5    | Alexianne Castel      | Francia       | 2        | 7      | 2:08.41 |      |
| 6    | Sharon Van Rouwendaal | Paesi Bassi   | 2        | 2      | 2:08.42 |      |
| 7    | Meagen Nay            | Australia     | 2        | 3      | 2:08.53 |      |
| 8    | Elizabeth Simmonds    | Regno Unito   | 1        | 2      | 2:08.79 |      |
| 9    | Sinead Russell        | Canada        | 1        | 3      | 2:08.80 |      |
| 10   | Jing Zhao             | Cina          | 1        | 7      | 2:08.86 |      |
| 11   | Shiho Sakai           | Giappone      | 1        | 6      | 2:08.93 |      |
| 12   | Kirsty Coventry       | Zimbabwe      | 2        | 6      | 2:09.33 |      |
| 13   | Stephanie Proud       | Regno Unito   | 2        | 8      | 2:10.57 |      |
| 14   | Duane Da Rocha        | Spagna        | 2        | 1      | 2:10.74 |      |
| 15   | Melissa Ingram        | Nuova Zelanda | 1        | 1      | 2:10.77 |      |
| 16   | Genevieve Cantin      | Canada        | 1        | 8      | 2:12.12 |      |

## Finale
| Pos. | Atleta                | Nazionalità | Tempo   | Corsia | Note |
| ---- | --------------------- | ----------- | ------- | ------ | ---- |
|      | Missy Franklin        | Stati Uniti | 2:05.10 | 4      |      |
|      | Belinda Hocking       | Australia   | 2:06.06 | 5      |      |
|      | Sharon Van Rouwendaal | Paesi Bassi | 2:07.78 | 7      |      |
| 4    | Daryna Zevina         | Ucraina     | 2:07.82 | 6      |      |
| 5    | Elizabeth Beisel      | Stati Uniti | 2:08.16 | 3      |      |
| 6    | Meagen Nay            | Australia   | 2:08.69 | 1      |      |
| 7    | Elizabeth Simmonds    | Regno Unito | 2:08.76 | 8      |      |
| 8    | Alexianne Castel      | Francia     | 2:09.07 | 2      |      |